# Marta (fleuve)
Pour les articles homonymes, voir Marta.
La Marta, anciennement appelé Larthe, est l'unique émissaire du lac de Bolsena dans la province de Viterbe, dans la région du Latium, en Italie. Elle se jette dans la mer Tyrrhénienne après un parcours de 54 km.
Le long du parcours de Marta se trouvent des sources d'eau chaude. Ses affluents sont les ruisseaux Catenaccio et Traponzo.
La vallée formée par la Marta a été utilisée, depuis les temps préhistoriques, comme un important moyen de communication et de transhumances.
La Marta se jette dans la mer Tyrrhénienne, après un parcours d'environ 54 km, près de Tarquinia. À son embouchure se tenait autrefois le port étrusque de Martanum (it).
En 2005, le fond marin entre les embouchures des fleuves Arrone (it) et Marta ont été proposés comme site d'importance communautaire avec le code « IT6000003 ».

## Source de la traduction
- (it) Cet article est partiellement ou en totalité issu de l’article de Wikipédia en italien intitulé « Marta (fiume) » (voir la liste des auteurs).